# Gilbert Lascault
Gilbert Lascault (Estrasburgo, 25 de octubre de 1934-París, 19 de diciembre de 2022) fue un novelista, ensayista y crítico de arte francés.

## Biografía
Profesor de Filosofía en 1960, el francés Gilbert Lascault comenzó a escribir su tesis "El monstruo en el arte occidental". Descubre el arte contemporáneo con Henri Michaux y Jean Dubuffet.

Grabador y calígrafo, Gilbert Lascault ha enseñado la estética y la filosofía del arte en la Universidad de París X-Nanterre (desde 1988) y de la Sorbona (desde la segunda mitad de la década de 1990), ofrece lo que llama "seminarios de la incertidumbre " para los estudiantes e investigadores en filosofía e historia del arte. Especialista del surrealismo, ha publicado varios libros sobre el tema. Escribió en muchas revistas: L’Art Vivant, Artstudio, XXe siècle, Beaux-arts, La Revue d’esthétique…

Es uno de los "pilares" de muchos años del programa Des Papous dans la tête de la radio France Culture, y ha participado en otros programas: Panorama y Décraqués. Fue en 1995 el invitado de honor del Oulipo.

Gilbert Lascault participó en calidad de autor, a la realización de un gran número de libros de artista, en particular como Pierre Alechinsky, Christian Babou, Eliz Barbosa, Cantié, Henri Cueco, Bertrand Dorny, Nathalie Grall, Françoise Gründ, Philippe Hélénon, Joël Leick, Stanislav Marijanović, Daniel Nadaud, Gaëlle Pelachaud, Denis Pouppeville, Antonio Segui, Brigitte Tartière, Gérard Trignac.

También ha escrito mucho sobre el trabajo de artistas como Jean Dubuffet, Jean Tinguely, Pierre Alechinsky, Jean Le Gac, Vladimir Velickovic, Anne et Patrick Poirier, Gérard Titus-Carmel, Henri Cueco, Christian Boltanski, Leonardo Cremonini…

Es desde el 4 de mayo de 2005, Regente del Colegio de Patafísica para la Cátedra de "Tératoscopie & Dinographie".

## Algunas publicaciones
- 1963 : Le Monstre dans l'art occidental, Klincksieck
- 1975 : Un monde miné, Christian Bourgois editor
- 1976 : Avec Gianfranco Baruchello, Alphabet d'Éros, Paris, Ed. Galilée
- 1977 : Figurées, défigurées : petit vocabulaire de la féminité représentée, Union générale d’édition (UGE), coll. 10/18, Paris
- 1979 : Écrits timides sur le visible, UGE, coll. 10/18, Paris
- 1984 : Coutume des Vents, ilustraciones de Nicolas Alquin, ed. Fata Morgana, Montpellier
- 1986 : La Grande Forêt Alquin, ilustraciones de Nicolas Alquin, ed. Le Salon d’Art, Bruxelles
- 1987 : Jeux d’échecs – Jeu de guerres, ilustraciones de Nicolas Alquin, ed. L’Échoppe, Caen
- 1992 : Jour de désert, ilustraciones de Nicolas Alquin, ed. L’Échoppe